# 3756 Ruscannon
3756 Ruscannon eller 1979 MV6 är en asteroid i huvudbältet som upptäcktes den 25 juni 1979 av de båda amerikanska astronomerna Eleanor F. Helin och Schelte J. Bus vid Siding Spring-observatoriet. Den är uppkallad efter astronomen Russell David Cannon.